# بن لاندگارد
بن لاندگارد (انگلیسی: Ben Lundgaard؛ زادهٔ ۲۵ سپتامبر ۱۹۹۵) بازیکن فوتبال اهل ایالات متحده آمریکا است.
از باشگاه‌هایی که در آن بازی کرده‌است می‌توان به باشگاه فوتبال کلمبوس کرو اشاره کرد.